# Tymczasowa Administracja ONZ w Kambodży
Tymczasowa Administracja Narodów Zjednoczonych w Kambodży, ang. United Nations Transitional Authority in Cambodia (UNTAC) – była międzynarodową misją pokojową ONZ, stanowiącą administrację ONZ w Kambodży od marca 1992 do września 1993, utworzoną zgodnie z Porozumieniami Pokojowymi zawartymi w Paryżu w 1991 r. dotyczącymi Kambodży. Był to pierwszy przypadek, w którym ONZ przejęła administrację niezależnego państwa, zorganizowała i przeprowadziła wybory.

## Przebieg misji
UNTAC została utworzona w marcu 1992 r. na mocy rezolucji Rady Bezpieczeństwa ONZ nr 745 w porozumieniu z ówczesnym rządem Kambodży, w celu wykonania porozumień pokojowych z Paryża z października 1991 r. UNTAC powstała w wyniku wieloletnich zabiegów dyplomatycznych aby położyć kres wojnie domowej w Kambodży.
Szefem misji UNTAC był specjalny reprezentant Sekretarza Generalnego ONZ Yasushi Akashi (Japonia), dowódcą sił pokojowych był generał-porucznik John Sanderson         (Australia), a komisarzem policji generał brygady Klaas Roos (Holandia). W międzynarodowej misji uczestniczyło około 15900 żołnierzy, 3400 cywilów wcielonych w szeregi policji, 2000 cywilów i 450 wolontariuszy ONZ , a także lokalnie rekrutowany personel i tłumacze. W czasie wyborów ponad 50000 Kambodżan obsługiwało punkty wyborcze, a około 900 urzędników międzynarodowych nadzorowało wybory. Cała operacja kosztowała ponad 1,6 miliarda dolarów (równowartość 2,5 miliarda dolarów w 2017 roku). W misji uczestniczyło 46 krajów, które wysłały swoich obserwatorów wojskowych, funkcjonariuszy policję lub żołnierzy.

## Państwa uczestniczące
Algieria,  Argentyna,  Australia,  Austria, Bangladesz,  Belgia,  Brunei,  Bułgaria,  Chile,  Chiny,  Dania,  Egipt,  Fidżi,  Francja,  Ghana,  Holandia,  Indie,  Indonezja,  Irlandia,  Japonia,  Jordania,  Kamerun,  Kanada,  Kenia,  Kolumbia,  Malezja,  Maroko,  Namibia,  Nepal,  Niemcy,  Nigeria,  Norwegia,  Nowa Zelandia,  Pakistan,  Peru,  Filipiny,  Polska,  Rosja,  Senegal,  Stany Zjednoczone,  Szwecja,  Tanzania,  Tajlandia,  Tunezja,  Turcja,  Węgry,  Wielka Brytania,  Włochy,  Wybrzeże Kości Słoniowej,  Urugwaj
Kontyngenty tworzące UNTAC w maju 1993:
| Sektor                                                      | Państwo              | Kontyngent                             | Dyslokacja      |
| Kwatera Główna UNTAC                                        | Kwatera Główna UNTAC | Kwatera Główna UNTAC                   | Phnom Penh      |
| ----------------------------------------------------------- | -------------------- | -------------------------------------- | --------------- |
| Strefa Specjalna (Phnom Penh)                               | Ghana                | batalion operacyjny GHANBATT           | Phnom Penh      |
| Strefa Specjalna (Phnom Penh)                               | Indonezja            | batalion operacyjny INDABATT (rezerwa) | Phnom Penh      |
| Strefa Specjalna (Phnom Penh)                               | Australia            | batalion łączności (dowództwo)         | Phnom Penh      |
| Strefa Specjalna (Phnom Penh)                               | ONZ                  | batalion logistyczny (dowództwo)       | Phnom Penh      |
| Strefa Specjalna (Phnom Penh)                               | Niemcy               | batalion medyczny                      | Phnom Penh      |
| Strefa Specjalna (Phnom Penh)                               | Australia            | kompania łączności                     | Phnom Penh      |
| Strefa Specjalna (Phnom Penh)                               | Polska               | kompania logistyczna                   | Phnom Penh      |
| Strefa Specjalna (Phnom Penh)                               | Kanada               | kompania transportowa                  | Phnom Penh      |
| Strefa Specjalna (Phnom Penh)                               | ONZ                  | kompania policji wojskowej             | Phnom Penh      |
| Strefa Specjalna (Phnom Penh)                               | Francja              | jednostka lotnicza                     | Phnom Penh      |
| Strefa Specjalna (Phnom Penh)                               | Urugwaj              | jednostka wodna                        | Phnom Penh      |
| Strefa Specjalna (Phnom Penh)                               | ONZ                  | jednostka rozminowania                 | Phnom Penh      |
| Sektor 1 (Bântéay Méanchey)                                 | Holandia             | batalion operacyjny DUTCHBATT          | Sisŏphŏn        |
| Sektor 2 (Siĕm Réab)                                        | Bangladesz           | batalion operacyjny BANGBATT           | Siĕm Réab       |
| Sektor 2 (Siĕm Réab)                                        | Francja              | kompania inżynieryjna                  | Siĕm Réab       |
| Sektor 2 (Siĕm Réab)                                        | Polska               | kompania logistyczna                   | Siĕm Réab       |
| Sektor 2 (Siĕm Réab)                                        | Indie                | kompania medyczna                      | Siĕm Réab       |
| Sektor 3 (Preăh Vĭhéar)                                     | Pakistan             | batalion operacyjny PAKBATT            | Tbêng Méan Chey |
| Sektor 4 (Krâchéh, Môndôl Kiri, Rôttanak Kiri, Stœ̆ng Trêng) | Urugwaj              | batalion operacyjny URUBATT            | Stœ̆ng Trêng     |
| Sektor 4 (Krâchéh, Môndôl Kiri, Rôttanak Kiri, Stœ̆ng Trêng) | Polska               | batalion inżynieryjny                  | Krâchéh         |
| Sektor 4 (Krâchéh, Môndôl Kiri, Rôttanak Kiri, Stœ̆ng Trêng) | Polska               | kompania logistyczna                   | Stœ̆ng Trêng     |
| Sektor 4 (Krâchéh, Môndôl Kiri, Rôttanak Kiri, Stœ̆ng Trêng) | Singapur             | pluton logistyczny                     | Stœ̆ng Trêng     |
| Sektor 4 (Krâchéh, Môndôl Kiri, Rôttanak Kiri, Stœ̆ng Trêng) | Indie                | pluton medyczny                        | Stœ̆ng Trêng     |
| Sektor 5W (Kâmpóng Thum)                                    | Indonezja            | batalion operacyjny INDOBATT           | Kâmpóng Thum    |
| Sektor 5W (Kâmpóng Thum)                                    | Chiny                | batalion inżynieryjny                  | Kâmpóng Thum    |
| Sektor 5W (Kâmpóng Thum)                                    | Polska               | kompania logistyczna                   | Kâmpóng Thum    |
| Sektor 5W (Kâmpóng Thum)                                    | Indie                | pluton medyczny                        | Kâmpóng Thum    |
| Sektor 5E (Kâmpóng Cham, Prey Vêng, Svay Riĕng)             | Indie                | batalion operacyjny INDABATT           | Kâmpóng Cham    |
| Sektor 5E (Kâmpóng Cham, Prey Vêng, Svay Riĕng)             | Polska               | kompania logistyczna                   | Kâmpóng Cham    |
| Sektor 6 (Kâmpôt, Kaôh Kŏng, Sihanouk Ville, Takêv)         | Francja              | batalion operacyjny FRENCHBATT         | Sihanouk Ville  |
| Sektor 6 (Kâmpôt, Kaôh Kŏng, Sihanouk Ville, Takêv)         | Japonia              | batalion inżynieryjny                  | Takêv           |
| Sektor 6 (Kâmpôt, Kaôh Kŏng, Sihanouk Ville, Takêv)         | Polska               | kompania logistyczna                   | Sihanouk Ville  |
| Sektor 6 (Kâmpôt, Kaôh Kŏng, Sihanouk Ville, Takêv)         | Filipiny             | jednostka wodna                        | Sihanouk Ville  |
| Sektor 8 (Bătdâmbâng)                                       | Malezja              | batalion operacyjny MALBATT            | Bătdâmbâng      |
| Sektor 8 (Bătdâmbâng)                                       | Tajlandia            | batalion inżynieryjny                  | Bătdâmbâng      |
| Sektor 8 (Bătdâmbâng)                                       | Australia            | kompania łączności                     | Bătdâmbâng      |
| Sektor 8 (Bătdâmbâng)                                       | Pakistan             | kompania logistyczna                   | Bătdâmbâng      |
| Sektor 8 (Bătdâmbâng)                                       | Indie                | pluton medyczny                        | Bătdâmbâng      |
| Sektor 8 (Bătdâmbâng)                                       | Australia            | jednostka lotnicza                     | Bătdâmbâng      |
| Sektor 8 (Bătdâmbâng)                                       | ONZ                  | jednostka rozminowania                 | Bătdâmbâng      |
| Sektor 9W (Kâmpóng Chhnăng, Poŭrsăt)                        | Tunezja              | batalion operacyjny TUNBATT            | Kâmpóng Chhnăng |
| Sektor 9W (Kâmpóng Chhnăng, Poŭrsăt)                        | Malezja              | jednostka lotnicza                     | Kâmpóng Chhnăng |
| Sektor 9E (Kâmpóng Spœ, Kândal)                             | Bułgaria             | batalion operacyjny BULGABATT          | Kâmpóng Spœ     |

## Cele misji
Celem UNTAC było przywrócenie pokoju i rządów cywilnych w kraju zrujnowanym przez dziesięciolecia wojny domowej. Celem doraźnym było zorganizowanie i przeprowadzenie wolnych  wyborów i doprowadzenie do uchwalenia nowej konstytucji aby rozpocząć odbudowę kraju. Tymczasowa administracja ONZ sprawowała kontrolę nad działalnością rządu, w tym sprawami zagranicznymi, obroną narodową, finansami, bezpieczeństwem publicznym i informacją, oraz nadzorować, monitorować i weryfikować wycofywanie i rozbrajanie zarówno wewnętrznych jak i obcych ugrupowań zbrojnych. Administracja ONZ demobilizowała walczące frakcje w Kambodży, konfiskowała składy broni i zaopatrzenia wojskowego, promowała i chroniła prawa człowieka, nadzorowała bezpieczeństwo wojskowe i utrzymywała porządek i respektowanie prawa, repatriowała i przesiedlała uchodźców i wysiedleńców, pomagała w rozminowywaniu terenów i organizowała szkolenia w  zakresie między innymi odbudowy podstawowej infrastruktury i pomocy w odbudowie gospodarki.
Innym ważnym celem było doprowadzenie do procesów sądowych przywódców Czerwonych Khmerów. Proces zapoczątkowany podczas istnienia UNTAC doprowadził w dniu 4 października 2004 r. do ratyfikacji porozumienia z ONZ przez Zgromadzenie Narodowe Kambodży w sprawie ustanowienia trybunału, który miał sądzić wyższych przywódców kraju odpowiedzialnych za okrucieństwa popełnione przez Czerwonych Khmerów. Kraje-darczyńcy zadeklarowały 43 miliony dolarów darowizny jako udział w trzyletnim budżecie trybunału, podczas gdy udział rządu Kambodży w tym budżecie wyniósł 13,3 miliona dolarów. Pierwsze procesy głównych przywódców Czerwonych Khmerów miały miejsce dopiero w 2007 roku, kiedy wielu z nich już nie żyło lub było w złym stanie zdrowia.

## Skutki misji
Ponad 4 miliony Kambodżan (około 90% uprawnionych do głosowania) wzięło udział w wyborach w maju 1993 r. wybierając 120-osobowy parlament. Partie polityczne reprezentowane w parlamencie przystąpiły do opracowywania i zatwierdzania nowej konstytucji, która została ogłoszona 24 września 1993 r. Ustanowiła ona wielopartyjną liberalną demokrację w ramach monarchii konstytucyjnej, z byłym księciem Norodomem Sihanoukiem ustanowionym królem Kambodży. Konstytucja zapewnia szeroki wachlarz praw człowieka uznanych na arenie międzynarodowej.
Mimo pozytywnych ocen społeczności międzynarodowej dla działalności UNTAC za jego skuteczność, jednakże ednakże UNTAC nie udało się całkowicie rozbroić udziałów Czerwonych Khmerów, a jednocześnie skutecznie rozbroiła lokalne milicje obywatelskie. To pozwoliło Czerwonym Khmerom na zdobycie nowych terytoriów i doprowadziło do przemocy politycznej.

## Polski kontyngent wojskowy
W skład polskiego kontyngentu wojskowego uczestniczącego w misji UNTAC wchodził batalion logistyczno-inżynieryjny i inżynieryjne siły zadaniowe oraz polscy żołnierze prowadzący centralną składnicę zaopatrzenia, co stanowiło łącznie 718 żołnierzy. Żołnierzy przerzucono do Kambodży drogą lotniczą w dniach od 14 czerwca do 14 lipca 1992 r. natomiast sprzęt przewieziono statkami handlowymi wyczarterowanymi przez ONZ. Do zadań polskiego kontyngentu należało zapewnienie transportu wraz z zaopatrzeniem pozostałych kontyngentów wojskowych w wodę, paliwo i żywność oraz budowa i naprawa dróg oraz mostów, a także kontrola uzbrojenia lokalnych ugrupowań zbrojnych i zabezpieczenie funkcjonowania centralnych magazynów zaopatrzenia. Wycofywanie kontyngentu nastąpiło od sierpnia do listopada 1993 roku, stopniowo zmniejszając liczebność żołnierzy. Po listopadzie pozostali tylko obserwatorzy.